# Championnat du Luxembourg de football 2021-2022
Navigation
Saison précédente Saison suivante
La saison 2021-2022 de Division nationale est la cent-huitième édition de la première division luxembourgeoise.
Le CS Fola Esch est le tenant du titre.

## Organisation
Il  n'y a pas eu de relégation après la saison 2019-2020, avec l'arrivée de Wiltz et Hesperange la saison passée le championnat est passé à seize équipes. Comme il n'y a pas eu de relégation ni de promotion lors de la saison passée, ce sont les mêmes équipes qui participent au championnat.
Les participants au championnat sont confrontés à deux reprises aux quinze autres. En fin de saison, les deux derniers sont relégués et les 13e et 14e disputent un barrage contre les 3e et 4e de Promotion d'Honneur.

## Les 16 clubs participants
| \| Dudelange Fola Esch Jeunesse d'Esch Niedercorn Differdange Luxembourg Strassen Pétange Mondorf-les-Bains Ettelbruck Rosport Hostert Rodange Benfica Hesperange Wiltz \| Localisation des clubs engagés dans le championnat. |
| Dudelange Fola Esch Jeunesse d'Esch Niedercorn Differdange Luxembourg Strassen Pétange Mondorf-les-Bains Ettelbruck Rosport Hostert Rodange Benfica Hesperange Wiltz                                                           |

| Club                                    | Dernière montée | Classement 2020-2021 | Stade                       | Capacité | Ville             |
| --------------------------------------- | --------------- | -------------------- | --------------------------- | -------- | ----------------- |
| Club Sportif Fola Esch                  | 2008            | 1er                  | Stade Émile-Mayrisch        | 3 900    | Esch-sur-Alzette  |
| F91 Dudelange                           | 1992            | 2e                   | Stade Jos Nosbaum           | 4 650    | Dudelange         |
| Football Club Swift Hesperange          | 2020            | 3e                   | Stade Alphonse-Theis        | 4 000    | Hesperange        |
| Racing Football Club Union Luxembourg   | 2015            | 4e                   | Stade Achille-Hammerel      | 5 900    | Luxembourg        |
| Football Club Progrès Niederkorn        | 2006            | 5e                   | Stade Jos Haupert           | 2 800    | Differdange       |
| Football Club Differdange 03            | 2006            | 6e                   | Stade du Thillenberg        | 6 000    | Differdange       |
| Football Club Wiltz 71                  | 2020            | 7e                   | Stade Poetz                 | 2 000    | Wiltz             |
| Association Sportive La Jeunesse d'Esch | 1909            | 8e                   | Stade de la Frontière       | 5 400    | Esch-sur-Alzette  |
| Union sportive Hostert                  | 2017            | 9e                   | Stade Jos Becker            | 1 500    | Hostert           |
| Football Club UNA Strassen              | 2015            | 10e                  | Complexe Sportif Jean Wirtz | 2 000    | Strassen          |
| Union sportive de Mondorf-les-Bains     | 2014            | 11e                  | Stade John Grün             | 3 600    | Mondorf-les-Bains |
| Football Club Rodange 91                | 2019            | 12e                  | Stade Joseph Philippart     | 3 400    | Rodange           |
| FcVictoria Rosport                      | 2014            | 13e                  | VictoriArena                | 2 500    | Rosport           |
| RM Hamm Benfica                         | 2020            | 14e                  | Stade du Cents              | 2 800    | Luxembourg        |
| Etzella Ettelbruck                      | 2018            | 15e                  | Stade Am Deich              | 2 202    | Ettelbruck        |
| Union Titus Pétange                     | 2016            | 16e                  | Stade municipal de Pétange  | 2 400    | Pétange           |

- Premier tour de qualification de la Ligue des champions 2021-2022
- Deuxième tour de qualification de la Ligue Europa Conférence 2021-2022
- Premier tour de qualification de la Ligue Europa Conférence 2021-2022
- Promu de Promotion d'Honneur

## Compétition

### Classement
Le classement est établi sur le barème de points classique (victoire à 3 points, match nul à 1, défaite à 0).
Pour départager les égalités, on tient d'abord compte de la différence de buts générale, puis du nombre de buts marqués, puis des confrontations directes et enfin si la qualification ou la relégation est en jeu, les deux équipes jouent une rencontre d'appui sur terrain neutre.
| Rang | Équipe               | Pts | J  | G  | N | P  | Bp | Bc  | Diff |
| ---- | -------------------- | --- | -- | -- | - | -- | -- | --- | ---- |
| 1    | F91 Dudelange        | 67  | 30 | 21 | 4 | 5  | 88 | 27  | +61  |
| 2    | Differdange 03       | 62  | 30 | 19 | 5 | 6  | 56 | 20  | +36  |
| 3    | Fola Esch            | 62  | 30 | 18 | 8 | 4  | 66 | 37  | +29  |
| 4    | Swift Hesperange     | 60  | 30 | 18 | 6 | 6  | 61 | 26  | +35  |
| 5    | Progrès Niederkorn   | 55  | 30 | 16 | 7 | 7  | 68 | 37  | +31  |
| 6    | UNA Strassen         | 51  | 30 | 14 | 9 | 7  | 53 | 36  | +17  |
| 7    | Racing Luxembourg C  | 49  | 30 | 14 | 4 | 11 | 56 | 48  | +8   |
| 8    | Jeunesse d'Esch      | 47  | 30 | 14 | 5 | 11 | 44 | 30  | +14  |
| 9    | US Mondorf-les-Bains | 37  | 30 | 9  | 7 | 13 | 38 | 43  | -5   |
| 10   | Etzella Ettelbruck   | 37  | 30 | 12 | 1 | 17 | 45 | 66  | -21  |
| 11   | Victoria Rosport     | 35  | 30 | 9  | 8 | 13 | 44 | 57  | -13  |
| 12   | UT Pétange           | 35  | 30 | 10 | 5 | 15 | 40 | 41  | -1   |
| 13   | Wiltz 71             | 31  | 30 | 9  | 4 | 17 | 42 | 53  | -11  |
| 14   | US Hostert           | 29  | 30 | 8  | 5 | 17 | 41 | 63  | -22  |
| 15   | Rodange 91           | 19  | 30 | 6  | 1 | 23 | 23 | 70  | -47  |
| 16   | RM Hamm Benfica      | 4   | 30 | 1  | 1 | 28 | 13 | 105 | -92  |

| Légende : Qualifications et relégations | Légende : Qualifications et relégations                       |
| --------------------------------------- | ------------------------------------------------------------- |
|                                         | Ligue des champions 2022-2023 (1er tour de qualification)     |
|                                         | Ligue Europa Conférence 2022-2023 (2e tour de qualification)  |
|                                         | Ligue Europa Conférence 2022-2023 (1er tour de qualification) |
|                                         | Qualification au barrage de maintien/relégation               |
|                                         | Relégation en Promotion d'honneur                             |
|                                         | P : Promus C : Vainqueur de la Coupe du Luxembourg            |

## Résultats

### Résultats
| Résultats (▼dom., ►ext.)                                   | DIF | DUD | ESC | JEU | ETT | HAM | HES | HOS | LUX | MON | NIE | PET | R91 | ROS | STR | WIL |
| Differdange 03                                             |     | 3-2 | 1-1 | 1-0 | 4-0 | 3-0 | 0-0 | 1-4 | 4-0 | 1-0 | 2-0 | 4-0 | 3-0 | 4-0 | 2-1 | 3-1 |
| F91 Dudelange                                              | 1-0 |     | 2-3 | 1-0 | 6-1 | 7-0 | 1-0 | 2-2 | 1-1 | 2-1 | 1-2 | 3-1 | 5-1 | 4-1 | 1-1 | 3-0 |
| Fola Esch                                                  | 2-4 | 0-3 |     | 1-0 | 2-0 | 2-1 | 2-1 | 2-0 | 2-0 | 1-1 | 2-0 | 3-0 | 8-0 | 4-4 | 0-0 | 2-1 |
| Jeunesse d'Esch                                            | 0-0 | 0-3 | 3-3 |     | 5-1 | 5-0 | 1-0 | 4-3 | 0-2 | 1-0 | 0-1 | 1-0 | 1-0 | 2-0 | 1-2 | 1-0 |
| Etzella Ettelbruck                                         | 0-2 | 0-4 | 2-3 | 2-1 |     | 4-0 | 0-2 | 1-0 | 1-2 | 2-1 | 1-1 | 0-1 | 3-0 | 1-3 | 2-3 | 3-1 |
| RM Hamm Benfica                                            | 0-1 | 0-4 | 0-7 | 1-3 | 1-3 |     | 0-4 | 0-6 | 2-4 | 0-1 | 1-9 | 0-3 | 1-2 | 1-0 | 0-4 | 0-6 |
| Swift Hesperange                                           | 3-0 | 1-0 | 1-1 | 1-1 | 5-2 | 7-0 |     | 0-2 | 2-0 | 2-1 | 1-1 | 0-2 | 2-0 | 1-1 | 0-1 | 3-2 |
| US Hostert                                                 | 0-0 | 1-3 | 2-3 | 0-3 | 3-2 | 1-0 | 1-3 |     | 1-4 | 1-1 | 0-4 | 0-1 | 3-1 | 1-3 | 1-1 | 1-3 |
| Racing Luxembourg                                          | 3-1 | 3-4 | 0-1 | 0-0 | 1-2 | 1-0 | 0-3 | 7-0 |     | 2-1 | 3-3 | 0-0 | 2-1 | 2-1 | 6-1 | 1-3 |
| US Mondorf-les-Bains                                       | 3-3 | 0-1 | 2-0 | 1-5 | 2-1 | 3-2 | 1-2 | 0-3 | 2-3 |     | 2-1 | 2-1 | 0-1 | 3-1 | 1-1 | 2-0 |
| Progrès Niederkorn                                         | 3-0 | 2-2 | 4-1 | 2-1 | 6-0 | 5-1 | 2-2 | 3-1 | 0-2 | 3-1 |     | 3-2 | 3-3 | 1-2 | 0-2 | 2-1 |
| UT Pétange                                                 | 1-2 | 0-1 | 0-1 | 0-1 | 4-1 | 3-1 | 0-3 | 3-0 | 4-2 | 1-1 | 0-0 |     | 3-0 | 0-3 | 1-2 | 0-1 |
| Rodange 91                                                 | 1-4 | 0-2 | 1-2 | 1-4 | 0-2 | 1-0 | 2-3 | 2-3 | 0-1 | 1-1 | 0-1 | 0-4 |     | 0-2 | 1-0 | 2-0 |
| Victoria Rosport                                           | 0-3 | 0-5 | 1-2 | 2-0 | 0-3 | 1-1 | 0-4 | 2-1 | 3-1 | 1-1 | 0-2 | 1-1 | 3-2 |     | 1-2 | 5-1 |
| UNA Strassen                                               | 0-1 | 3-1 | 2-2 | 0-0 | 2-3 | 4-0 | 0-2 | 4-0 | 3-0 | 0-1 | 2-1 | 2-2 | 4-1 | 2-2 |     | 3-2 |
| Wiltz 71                                                   | 2-1 | 0-3 | 1-1 | 2-0 | 1-2 | 1-0 | 2-3 | 0-0 | 2-3 | 1-2 | 1-3 | 3-2 | 2-0 | 1-1 | 1-1 |     |
| - Victoire à domicile - Match nul - Victoire à l'extérieur |     |     |     |     |     |     |     |     |     |     |     |     |     |     |     |     |

### Barrages de relégation
| Équipe 1                  | Résultat      | Équipe 2   |
| ------------------------- | ------------- | ---------- |
| FcMamer 32 (D2)           | 2-2ap 2-4 tab | US Hostert |
| Jeunesse Junglinster (D2) | 1-1ap 4-5 tab | Wiltz 71   |

Légende des couleurs
- Le club se maintient en première division.
- Promotion en première division.
- Le club reste en deuxième division.
- Relégation en deuxième division.

## Bilan de la saison
| Championnat du Luxembourg de football 2021-2022 |                           |
| Champion                                        | F91 Dudelange (16e titre) |
| Coupes et trophées                              |                           |
| Vainqueur de la Coupe du Luxembourg 2021-2022   | Racing Luxembourg         |
| Qualifications continentales                    |                           |
| Ligue des champions de l'UEFA 2022-2023         | F91 Dudelange             |
| Ligue Europa Conférence 2022-2023               | Racing Luxembourg         |
| Ligue Europa Conférence 2022-2023               | Differdange 03            |
| Ligue Europa Conférence 2022-2023               | Fola Esch                 |
| Promotions et relégations                       |                           |
| Promus en Division nationale                    | FcMondercange             |
| Promus en Division nationale                    | UN Käerjéng 97            |
| Relégués en Promotion d'honneur                 | Rodange 91                |
| Relégués en Promotion d'honneur                 | RM Hamm Benfica           |